# Championnat du Kirghizistan de football 2014
Navigation
Saison précédente Saison suivante
La saison 2014 du Championnat du Kirghizistan de football est la vingt-troisième édition de la première division au Kirghizistan. La compétition se déroule en deux phases : lors de la phase régulière, les huit équipes engagées sont regroupées au sein d'une poule unique où elles s'affrontent deux fois, à domicile et à l'extérieur. Les quatre premiers se disputent le titre et les quatre derniers jouent une phase de classement.
C'est le Dordoi Bichkek qui remporte la compétition cette saison après avoir terminé en tête du classement final, avec cinq points d'avance sur Abdish-Ata Kant et treize sur l'Alga Bichkek. C'est le neuvième titre de champion du Kirghizistan de l'histoire du club, qui réalise même le doublé en battant Abdish-Ata Kant en finale de la Coupe du Kirghizistan.
Grâce aux bons résultats des clubs kirghizes en Coupe du président de l'AFC, la confédération asiatique permet à la fédération d'engager le vainqueur du championnat en Coupe de l'AFC, la compétition inter-clubs de deuxième niveau en Asie.

## Les clubs participants
- Dordoi Bichkek
- Abdish-Ata Kant
- FC Alay Och
- FC Neftchi Kotchkor-Ata
- Alga Bichkek
- FC Ala-Too
- Aldiyer Kurshab - Promu de D2
- Manas Talas

## Compétition
Le barème de points servant à établir le classement se décompose ainsi :
- Victoire : 3 points
- Match nul : 1 point
- Défaite : 0 point

### Première phase

#### Classement
| Rang | Équipe                  | Pts | J  | G  | N | P  | Bp | Bc | Diff |
| ---- | ----------------------- | --- | -- | -- | - | -- | -- | -- | ---- |
| 1    | Dordoi Bichkek          | 37  | 14 | 12 | 1 | 1  | 57 | 5  | +52  |
| 2    | Abdish-Ata Kant         | 33  | 14 | 10 | 3 | 1  | 44 | 11 | +33  |
| 3    | FC Alay OchT            | 28  | 14 | 9  | 1 | 4  | 39 | 14 | +25  |
| 4    | Alga Bichkek            | 27  | 14 | 8  | 3 | 3  | 26 | 11 | +15  |
| 5    | Aldiyer KurshabP        | 17  | 14 | 5  | 2 | 7  | 18 | 45 | -27  |
| 6    | FC Ala-Too              | 10  | 14 | 3  | 1 | 10 | 15 | 31 | -16  |
| 7    | FC Neftchi Kotchkor-Ata | 10  | 14 | 3  | 1 | 10 | 6  | 34 | -28  |
| 8    | Manas Talas             | 0   | 14 | 0  | 0 | 14 | 6  | 60 | -54  |

|  | Qualification pour la poule pour le titre |
|  | Participation à la poule de classement    |
|  | T : Tenant du titre P : Promu de D2       |

#### Résultats
| Résultats (▼dom., ►ext.) | Abd | AlT | Ala | Ald | Alg | Dor | Man | Nef |
| Abdish-Ata Kant          |     | 2-1 | 3-1 | 6-0 | 1-1 | 1-1 | 6-1 | 3-0 |
| FC Ala-Too               | 1-3 |     | 0-2 | 2-2 | 0-1 | 0-4 | 4-2 | 4-1 |
| FC Alay Och              | 1-3 | 4-0 |     | 7-0 | 4-0 | 1-3 | 6-0 | 2-1 |
| Aldiyer Kurshab          | 0-4 | 1-0 | 2-2 |     | 2-6 | 0-7 | 5-0 | 1-0 |
| Alga Bichkek             | 0-0 | 1-0 | 1-0 | 6-0 |     | 0-1 | 5-0 | 1-0 |
| Dordoi Bichkek           | 3-1 | 6-0 | 1-2 | 4-0 | 2-0 |     | 8-0 | 6-0 |
| Manas Talas              | 1-6 | 2-4 | 0-5 | 1-2 | 0-3 | 0-5 |     | 0-1 |
| FC Neftchi Kotchkor-Ata  | 0-5 | 1-0 | 0-2 | 0-3 | 1-1 | 0-6 | 1-0 |     |

### Seconde phase
| Rang | Équipe          | Pts | J  | G  | N | P | Bp | Bc | Diff |  | Résultats (▼ dom., ► ext.) | Dor | Abd | Alg | AlO |
| ---- | --------------- | --- | -- | -- | - | - | -- | -- | ---- |  | -------------------------- | --- | --- | --- | --- |
| 1    | Dordoi BichkekC | 48  | 20 | 15 | 3 | 2 | 67 | 8  | +59  |  | Dordoi BichkekC            |     | 0-0 | 1-1 | 3-1 |
| 2    | Abdish-Ata Kant | 43  | 20 | 13 | 4 | 3 | 49 | 17 | +32  |  | Abdish-Ata Kant            | 1-0 |     | 0-2 | 2-0 |
| 3    | Alga Bichkek    | 35  | 20 | 10 | 5 | 5 | 35 | 22 | +13  |  | Alga Bichkek               | 0-5 | 4-1 |     | 1-3 |
| 4    | FC Alay OchT    | 32  | 20 | 10 | 2 | 8 | 44 | 23 | +21  |  | FC Alay OchT               | 0-1 | 0-1 | 1-1 |     |

| Rang | Équipe                  | Pts | J  | G | N | P  | Bp | Bc | Diff |  | Résultats (▼ dom., ► ext.) | Ald | AlT | Nef | Man |
| ---- | ----------------------- | --- | -- | - | - | -- | -- | -- | ---- |  | -------------------------- | --- | --- | --- | --- |
| 5    | Aldiyer KurshabP        | 24  | 20 | 7 | 3 | 10 | 26 | 57 | -31  |  | Aldiyer KurshabP           |     | 0-2 | 3-2 | 2-1 |
| 6    | FC Ala-Too              | 23  | 20 | 7 | 2 | 11 | 29 | 34 | -5   |  | FC Ala-Too                 | 4-1 |     | 2-0 | 5-0 |
| 7    | FC Neftchi Kotchkor-Ata | 20  | 20 | 6 | 2 | 12 | 11 | 39 | -28  |  | FC Neftchi Kotchkor-Ata    | 1-0 | 1-0 |     | 1-0 |
| 8    | Manas Talas             | 3   | 20 | 0 | 3 | 17 | 10 | 71 | -61  |  | Manas Talas                | 2-2 | 1-1 | 0-0 |     |

|  | Qualification pour la Coupe de l'AFC 2015                                     |
|  | T : Tenant du titre C : Vainqueur de la Coupe du Kirghizistan P : Promu de D2 |

## Bilan de la saison
| Championnat du Kirghizistan de football 2014 |                           |
| Champion                                     | Dordoi Bichkek (9e titre) |
| Coupes et trophées                           |                           |
| Vainqueur de la Coupe du Kirghizistan 2014   | Dordoi Bichkek            |
| Qualifications continentales                 |                           |
| Coupe de l'AFC 2015                          | Dordoi Bichkek            |
| Promotions et relégations                    |                           |
| Promus en Vysshaya Liga                      | Aucun                     |
| Relégués en Deuxième division                | Aucun                     |